# Hauptwerke des Sozialismus und der Sozialpolitik
Hauptwerke des Sozialismus und der Sozialpolitik ist eine deutschsprachige Buchreihe mit wichtigen Werken des Sozialismus. Sie enthält eine Sammlung der Klassiker der sozialen Theorien, grundsätzlich in erster deutschen Übersetzung.

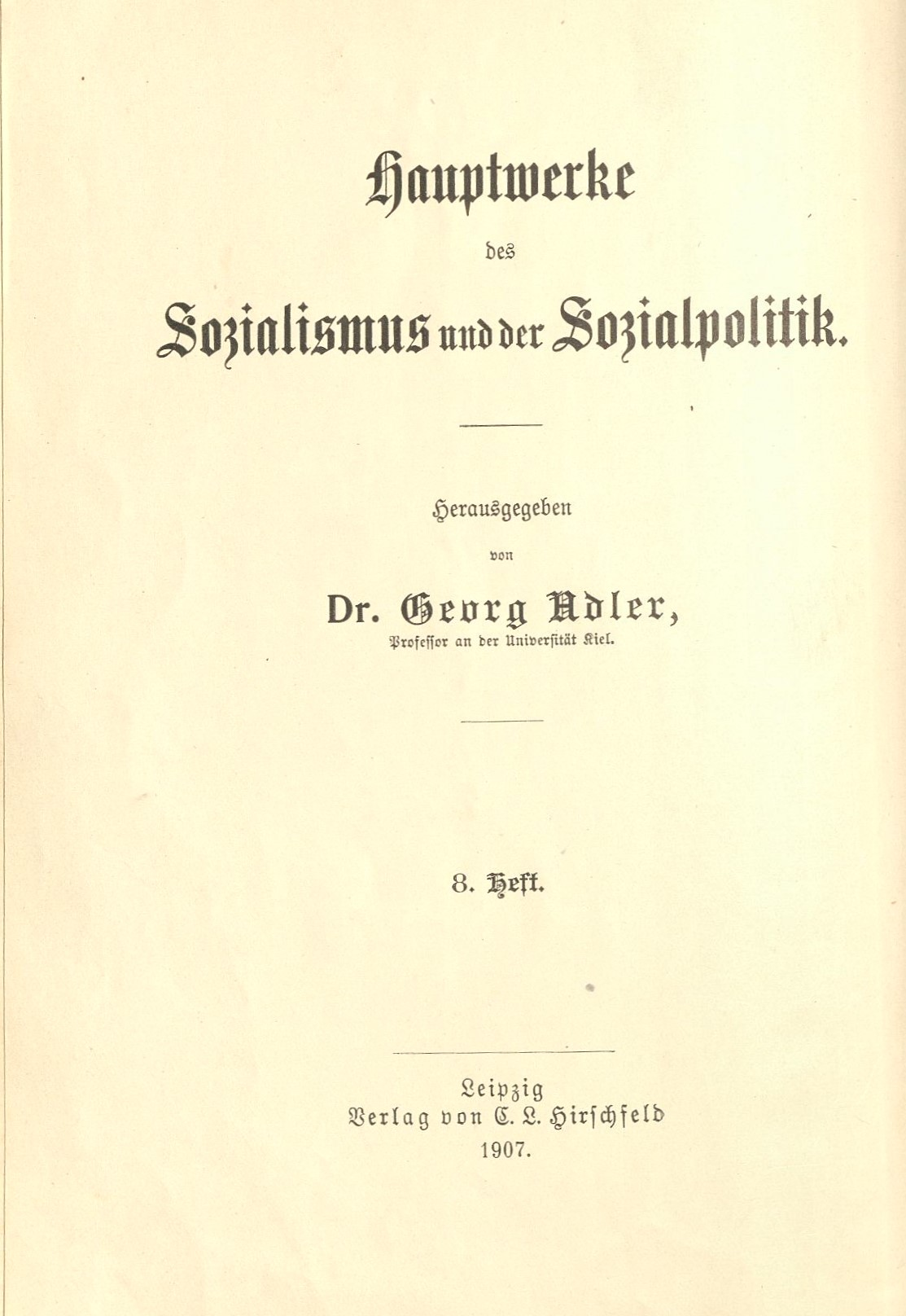
8. Heft, 1907

Die Reihe wurde zunächst von Georg Adler (Bde. 1–10), dann von Carl Grünberg herausgegeben. Sie erschien ursprünglich von 1904 bis 1921 in Leipzig bei C. L. Hirschfeld. Als Faksimile-Reprint der Hefte 1 bis 15 erschienen sie in Glashütten bei Detlev Auvermann (1974).
Band 11 der Reihe ist beispielsweise der Band Neues Christentum von Henri de Saint-Simon, aus dem Französischen übersetzt und mit einer einleitenden Abhandlung Über die Ursprünge der christlich-sozialen Ideen versehen von Friedrich Muckle.

## Bände
- 1. Thomas Spence, Das Gemeineigentum am Boden. 1904
- 2. William Godwin, Das Eigentum. 1904
- 3. Félicité Robert de Lamennais, Das Volksbuch. 1905
- 4. Charles Hall, Die Wirkungen der Zivilisation auf die Massen. 1905
- 5. Prosper Enfantin, Die Nationalökonomie des Saint-Simonismus. 1905
- 6. Viktor Considerant, Fouriers System der sozialen Reform. 1906
- 7. William Ogilvie, Das Recht auf Grundeigentum. 1906
- 8. John Gray, Vom menschlichen Glück. 1907
- 9. Enrico Ferri, Die revolutionäre Methode. 1908
- 10. Thomas Hodgskin, Verteidigung der Arbeit gegen die Ansprüche des Kapitals. 1909
- 11. Henri de Saint-Simon, Neues Christentum. 1911
- 12. Michael Bakunin, Gott und der Staat. 1919
- 13./14. John Francis Bray, Die Leiden der Arbeiterklasse und ihr Heilmittel. 1920
- 15. Die Londoner Kommunistische Zeitschrift und andere Urkunden aus den Jahren 1847/48. 1921